# Ses
Ses er en kortfilm fra 2008 instrueret af Jesper Waldvogel Rasmussen.

## Handling
Da den utilpassede teenagepige Nete mister sin elskede tvillingebror Noah, bryder hendes i forvejen skrantende verden helt sammen. Med forsagt elegance og bittersød Christianshavnerstemning fortæller "Ses" om Netes indre kamp for at bearbejde det næsten uoverkommelige tab.